# 第2回日劇學院賞
←第1回 - 第2回 - 第3回→
第2回日劇學院賞是針對1994年7到9月在日本播出的連續劇做出投票與評比，這一期一共有25部連續劇被提名。

## 得獎名單

### 最優秀作品賞
1. 人間失格（日语：人間・失格〜たとえばぼくが死んだら）
2. 發達之路
3. 某年夏天

### 主演男優賞
1. 織田裕二（發達之路）
2. 赤井英和（人間失格）
3. 筒井道隆（某年夏天）

### 主演女優賞
1. 淺野溫子（總有一天等到你）
2. 田中美佐子（禁果）
3. 瀨戶朝香（某年夏天）

### 助演男優賞
1. 東幹久（發達之路）
2. 風間杜夫（總有一天等到你）
3. 加勢大周（人間失格）

### 助演女優賞
1. 櫻井幸子（人間失格）
2. 財前直見（發達之路）
3. 山咲千里（男人真討厭）

### 主題歌賞
1. 松任谷由實：HELLO MY FRIEND（某年夏天）
2. 賽門與葛芬柯：冬之散步道（人間失格）
3. 今井美樹：Miss You（禁果）

### 其他
1. 新人俳優賞：堂本剛（人間失格）
2. 最佳服裝賞：石田壹成（某年夏天）
3. 腳本賞：野島伸司（人間失格）
4. 監督賞：吉田健、吉田秋生、金子與志一（人間失格）
5. 攝影賞：禁果
6. 卡司賞：總有一天等到你
7. 片頭片尾賞：總有一天等到你
8. 電視週刊特別賞：「某年夏天」的美術工作人員

## 讀者投票結果

### 作品賞

#### 男性票
1. 人間失格
2. 發達之路
3. 某年夏天
4. 熱力十七歲
5. 愛情麻辣燙
6. 禁果
7. 飯店一族
8. 遠山金志郎美容室
9. 總有一天等到你
10. 男人真討厭

#### 女性票
1. 人間失格
2. 發達之路
3. 某年夏天
4. 愛情麻辣燙
5. 男人真討厭
6. 禁果
7. 熱力十七歲
8. 總有一天等到你
9. 飯店一族
10. 遠山金志郎美容室

### 主演男優賞
1. 織田裕二（發達之路）
2. 赤井英和（人間失格）
3. 筒井道隆（某年夏天）
4. 保阪尚輝（愛情麻辣燙）
5. 堂本剛（人間失格）
6. 西田敏行（遠山金志郎美容室）
7. 三浦友和（男人的居場所）
8. 高島政伸（飯店一族）
9. 袴田吉彥（青春之影）
10. 岡本健一（禁果）

### 主演女優賞
1. 田中美佐子（禁果）
2. 內田有紀（熱力十七歲）
3. 松雪泰子（愛情麻辣燙）
4. 淺野溫子（總有一天等到你）
5. 瀨戶朝香（某年夏天）
6. 櫻井幸子（人間失格）
7. 菊池桃子（男人真討厭）
8. 財前直見（發達之路）
9. 齊藤由貴（福田先生的遺產繼承）
10. 常盤貴子（Coming Home）

### 助演男優賞
1. 東幹久（發達之路）
2. 石田壹成（某年夏天）
3. 堂本剛（人間失格）
4. 堂本光一（人間失格）
5. 中井貴一（總有一天等到你）
6. 加勢大周（人間失格）
7. 內村光良（某年夏天）
8. 保阪尚輝（愛情麻辣燙）
9. 武田真治（熱力十七歲）
10. 岡田浩暉（男人真討厭）

### 助演女優賞
1. 財前直見（發達之路）
2. 櫻井幸子（人間失格）
3. 瀨戶朝香（某年夏天）
4. 橫山惠（人間失格）
5. 山咲千里（男人真討厭）
6. 松下由樹（某年夏天）
7. 室井滋（總有一天等到你）
8. 久本雅美（男人真討厭）
9. 一色紗英（熱力十七歲）
10. 高樹沙耶（發達之路）

### 主題歌賞
1. 松任谷由實：HELLO MY FRIEND（某年夏天）
2. 織田裕二：OVER THE TROUBLE（發達之路）
3. SIMON & GARFUNKEL：冬之散步道（人間失格）
4. 今井美樹：Miss You（禁果）
5. trf：survival aAnce~no no cry more~（熱力十七歲）
6. 槙原敬之：SPY（男人真討厭）
7. Be-B：憧夢～朝風的方向（愛情麻辣燙）
8. THE WAVES：Baila Baila Baila（總有一天等到你）
9. 福山憲三：給愛（青春之影）
10. 岡村孝子：有山有谷（福井家的遺產繼承）

## 附註
- 最佳服裝賞第二名是本木雅弘（千萬之嫁）、第三名是山咲千里（男人真討厭）。
- 風間杜夫在評審投票裡拿到第一名，因此得到助演男優第二名。